# Zweden op het Eurovisiesongfestival 2025
Zweden neemt deel aan het Eurovisiesongfestival 2025 in Bazel. De Zweedse omroep SVT deed opnieuw beroep op Melodifestivalen als nationale finale. 

## Melodifestivalen

### Concept
Melodifestivalen 2025 was de 65e editie van de Zweedse muziekcompetitie Melodifestivalen, georganiseerd door Sveriges Television (SVT). De competitie vond plaats over een periode van zes weken, van 1 februari tot 8 maart 2025, en werd gepresenteerd door Edvin Törnblom en Kristina "Keyyo" Petrushina. De winnaar, KAJ, zal Zweden vertegenwoordigen op het Eurovisiesongfestival 2025 in Bazel, Zwitserland.
De competitie bestaat uit zes wekelijkse shows, die worden gehouden in zes Zweedse steden: Luleå, Göteborg, Västerås, Malmö, Jönköping en Stockholm. In totaal deden 30 inzendingen mee, verdeeld over vijf voorrondes met elk zes liedjes. De twee beste liedjes van elke voorronde kwalificeerden zich direct voor de finale. Nieuw in 2025 was dat alleen de nummers die als derde eindigen doorgaan naar een herkansingsronde aan het einde van de vijfde voorronde. Deze ronde bestond uit vijf liedjes, waarvan de twee beste zich alsnog kwalificeerden voor de finale. De finale bestond uiteindelijk uit 12 nummers, en de winnaar werd bepaald door een combinatie van publieksstemmen en een internationale jury (elk 50%).

### Heat 1
De eerste heat vond plaats op 1 februari 2025 in Coop Norrbotten Arena in Luleå. 
| R/O | Artiest           | Lied                | Plaats | Resultaat                 |   |                                      |              |   |               |
| --- | ----------------- | ------------------- | ------ | ------------------------- | - | ------------------------------------ | ------------ | - | ------------- |
| R/O | Artiest           | Lied                | Plaats | Resultaat                 | 1 | Albin Johnsén feat. Pa Moudou Badjie | Upp i luften | 4 | Uitgeschakeld |
| 2   | Maja Ivarsson     | Kamikaze Life       | 2      | Finalist                  |   |                                      |              |   |               |
| 3   | John Lundvik      | Voice of the Silent | 1      | Finalist                  |   |                                      |              |   |               |
| 4   | Meira Omar        | Hush Hush           | 3      | Final qualification ronde |   |                                      |              |   |               |
| 5   | Adrian Macéus     | Vår första gång     | 5      | Uitgeschakeld             |   |                                      |              |   |               |
| 6   | Linnea Henriksson | Den känslan"        | 6      | Uitgeschakeld             |   |                                      |              |   |               |

### Heat 2
De tweede heat vond plaats op 8 februari 2025 in Scandinavium in Göteborg. 
| R/O | Artiest           | Lied                          | Plaats | Resultaat                 |   |            |                |   |               |
| --- | ----------------- | ----------------------------- | ------ | ------------------------- | - | ---------- | -------------- | - | ------------- |
| R/O | Artiest           | Lied                          | Plaats | Resultaat                 | 1 | Nomi Tales | Funniest Thing | 4 | Uitgeschakeld |
| 2   | Schlagerz         | Don Juan                      | 6      | Uitgeschakeld             |   |            |                |   |               |
| 3   | Erik Segerstedt   | Show Me What Love Is          | 1      | Finalist                  |   |            |                |   |               |
| 4   | Klara Hammarström | On and On and On              | 2      | Finalist                  |   |            |                |   |               |
| 5   | Fredrik Lundman   | The Heart of a Swedish Cowboy | 5      | Uitgeschakeld             |   |            |                |   |               |
| 6   | Kaliffa           | Salute                        | 3      | Final qualification ronde |   |            |                |   |               |

### Heat 3
De derde heat vond plaats in de ABB Arena in Västerås
| R/O | Artiest            | Lied       | Plaats | Resultaat                 |   |          |            |   |          |
| --- | ------------------ | ---------- | ------ | ------------------------- | - | -------- | ---------- | - | -------- |
| R/O | Artiest            | Lied       | Plaats | Resultaat                 | 1 | Greczula | Believe Me | 1 | Finalist |
| 2   | Malou Prytz        | 24K Gold   | 4      | Uitgeschakeld             |   |          |            |   |          |
| 3   | Björn Holmgren     | Rädda mig  | 6      | Uitgeschakeld             |   |          |            |   |          |
| 4   | Dolly Style        | Yihaa      | 3      | Final qualification ronde |   |          |            |   |          |
| 5   | Angelino           | Teardrops  | 5      | Uitgeschakeld             |   |          |            |   |          |
| 6   | Annika Wickihalder | Life Again | 2      | Finalist                  |   |          |            |   |          |

### Heat 4
De vierde heat vond plaats in de Malmö Arena in Malmö
| R/O | Artiest         | Lied              | Plaats | Resultaat                 |   |                   |         |   |               |
| --- | --------------- | ----------------- | ------ | ------------------------- | - | ----------------- | ------- | - | ------------- |
| R/O | Artiest         | Lied              | Plaats | Resultaat                 | 1 | Andreas Lundstedt | Vicious | 4 | Uitgeschakeld |
| 2   | Ella Tiritiello | Bara du är där    | 3      | Final qualification ronde |   |                   |         |   |               |
| 3   | Tennessee Tears | Yours             | 5      | Uitgeschakeld             |   |                   |         |   |               |
| 4   | KAJ             | Bara bada bastu   | 2      | Finalist                  |   |                   |         |   |               |
| 5   | AmenA           | Do Good Be Better | 6      | Uitgeschakeld             |   |                   |         |   |               |
| 6   | Måns Zelmerlöw  | Revolution        | 1      | Finalist                  |   |                   |         |   |               |

### Heat 5
De vijfde heat vond plaats in de Husqvarna Garden in Jönköping
| R/O | Artiest            | Lied               | Plaats | Resultaat           |   |            |                |   |               |
| --- | ------------------ | ------------------ | ------ | ------------------- | - | ---------- | -------------- | - | ------------- |
| R/O | Artiest            | Lied               | Plaats | Resultaat           | 1 | Arvingarna | Ring Baby Ring | 4 | Uitgeschakeld |
| 2   | Arwin              | This Dream of Mine | 3      | Final qualification |   |            |                |   |               |
| 3   | Saga Ludvigsson    | Hate You So Much   | 1      | Finalist            |   |            |                |   |               |
| 4   | Victoria Silvstedt | Love It!           | 5      | Uitgeschakeld       |   |            |                |   |               |
| 5   | Vilhelm Buchaus    | I'm Yours          | 3      | Uitgeschakeld       |   |            |                |   |               |
| 6   | Scarlet            | Sweet n'Psycho     | 2      | Finalist            |   |            |                |   |               |

### Finale
De finale vond plaats op 8 maart 2025 in de Strawberry Arena in Stockholm. Naast de 10 finalisten werden Dolly Style en Meira Omar ook geselecteerd via de final qualification ronde. Hoewel Måns Zelmerlöw volgens de bookmakers 59% kans maakte op de overwinning, won hij enkel de jury voting. Hij moest de duimen leggen voor KAJ, de grote favoriet bij het publiek. Het was van 1998 geleden dat een Zweedstalig nummer Melodifestivalen won. 
|         | Artiest            | Lied                 | Juries | Televoting / App | Televoting / App | Totaal | Plaats |
| Stemmen | Artiest            | Lied                 | Juries | Punten           |                  | Totaal | Plaats |
| ------- | ------------------ | -------------------- | ------ | ---------------- | ---------------- | ------ | ------ |
| 1       | John Lundvik       | Voice of the Silent  | 49     | 1.578.564        | 25               | 74     | 6      |
| 2       | Dolly Style        | Yihaa                | 48     | 2.011.149        | 27               | 75     | 5      |
| 3       | Greczula           | Believe Me           | 47     | 2.696.753        | 56               | 103    | 3      |
| 4       | Klara Hammarström  | On and On and On     | 34     | 2.461.721        | 43               | 77     | 4      |
| 5       | Scarlet            | Sweet n' Psycho      | 31     | 1.94338          | 33               | 64     | 7      |
| 6       | Erik Segerstedt    | Show Me What Love Is | 24     | 1.615.974        | 27               | 51     | 9      |
| 7       | Maja Ivarsson      | Kamikaze Life        | 2      | 1.435.634        | 30               | 32     | 11     |
| 8       | Meira Omar         | Hush Hush            | 26     | 1.901.356        | 24               | 50     | 10     |
| 9       | Måns Zelmerlöw     | Revolution           | 76     | 3.278.385        | 81               | 157    | 2      |
| 10      | Saga Ludvigsson    | Hate You So Much     | 17     | 1.472.693        | 10               | 27     | 12     |
| 11      | Annika Wickihalder | Life Again           | 36     | 1.370.687        | 18               | 54     | 8      |
| 12      | KAJ                | Bara bada bastu      | 74     | 4.305.774        | 90               | 164    | 1      |

## In Bazel
Zweden trad als zesde van de vijftien acts aan in de eerste halve finale op 13 mei 2025. KAJ wist zich hierin te plaatsen voor de finale. In de finale trad Zweden aan als 23ste land. De gokkantoren geloofden sterk op een 8ste overwinning voor Zweden. Echter werd het land maar 4de met 321 punten. De IJslandse jury had 12 over voor Zweden, de Noorse, Finse, Estse en Deense kijkers gaven ook een 12 aan Zweden. 
1958 · 1959 · 1960 · 1961 · 1962 · 1963 · 1964 · 1965 · 1966 · 1967 · 1968 · 1969 · 1970 · 1971 · 1972 · 1973 · 1974 · 1975 · 1976 · 1977 · 1978 · 1979 · 1980 · 1981 · 1982 · 1983 · 1984 · 1985 · 1986 · 1987 · 1988 · 1989 · 1990 · 1991 · 1992 · 1993 · 1994 · 1995 · 1996 · 1997 · 1998 · 1999 · 2000 · 2001 · 2002 · 2003 · 2004 · 2005 · 2006 · 2007 · 2008 · 2009 · 2010 · 2011 · 2012 · 2013 · 2014 · 2015 · 2016 · 2017 · 2018 · 2019 · 2020 · 2021 · 2022 · 2023 · 2024 · 2025
Albanië · Armenië · Australië · Azerbeidzjan · België · Cyprus · Denemarken · Duitsland · Estland · Finland · Frankrijk · Georgië · Griekenland · Ierland · IJsland · Israël · Italië · Kroatië · Letland · Litouwen · Luxemburg · Malta · Montenegro · Nederland · Noorwegen · Oekraïne · Oostenrijk · Polen · Portugal · San Marino · Servië · Slovenië · Spanje · Tsjechië · Verenigd Koninkrijk · Zweden · Zwitserland